# Çufo
Çufo ist ein privater Fernsehsender in Albanien mit Sitz in dessen Hauptstadt Tirana, der Kindersendungen ausstrahlt.
Der Sender ging am 18. Dezember 2006 auf Sendung. Gesendet wird täglich 24 Stunden.

## Programm
Der Sender sendet 24 Stunden am Tag, überwiegend Trickserien.